# Altındağ
Altındağ, zu deutsch goldener Berg, ist eine Stadtgemeinde der türkischen Provinz Ankara, deren Gebiet sich mit dem des gleichnamigen İlçe (staatlicher Verwaltungsbezirk) deckt. Die Gemeinde gehört zur Großstadtkommune Ankara (Ankara Büyükşehir Belediyesi) und bildet als Stadtteilsgemeinde mit den weiteren Stadtteilsgemeinden Çankaya, Etimesgut, Keçiören, Mamak und Yenimahalle die Kernstadt, den geschlossenen Siedlungsraum von Ankara. Bebauungsmäßig mit dieser Kernstadt zusammengewachsen sind die verstädterten Gemeinden Pursaklar und Sincan. Die weiteren Gemeinden der Provinz Ankara gehören zwar ebenso zur Großstadtkommune Ankara, bilden aber räumlich getrennte Siedlungen jenseits des Autobahnrings um Ankara und haben ungeachtet der verwaltungstechnischen Zuordnung zum Teil den Charakter kleinstädtischer Zentren ländlicher Bezirke erhalten.
Das İlçe Altındağ ist der Nachfolger des ehemaligen Zentralbezirks (Merkez) der Provinz Ankara, die Gemeinde die Nachfolgerin der alten Kommune Ankara. Im Jahr 1983 bekam das İlçe als Metropolilçe der neugeschaffenen Großstadtkommune Ankara (Ankara Büyükşehir Belediyesi) den Namen Altındağ. Ursprünglich war Altındağ der Name des Stadtviertels, das auf dem Höhenzug nördlich der Zitadelle liegt und von dem Hügel, auf dem die historische Altstadt von Ankara liegt, durch einen tiefen Einschnitt, das Bentderesi, getrennt ist. Dieses Viertel ist eines der älteren Gecekondus von Ankara. Die Gassen waren bzw. sind gelegentlich so steil, dass Transporte nur mit Lastträgern und Eseln durchgeführt werden können.
Es liegt zwischen den İlçes Yenimanalle im Westen, Keçiören jenseits der zum Flughafen führenden Straße im Nordwesten, Pursaklar im Norden, Akyurt im Nordosten, Elmadağ im Osten, Mamak im Südosten und Çankaya im Südwesten. Es umfasst den historischen Kern Ankaras und erstreckt sich nur nach Nordosten verbreiternd in die Vorstädte und bis über den Autobahnring hinaus in ländlich geprägte Gebiete.
Auf dem Gebiet von Altındağ befindet sich der Hauptbahnhof von Ankara. Der ursprünglich daneben liegende Busbahnhof wurde 1995 weiter an die Peripherie verlegt. Weiter liegt am Südrand des Bezirks, kurz vor der Grenze nach Çankaya der Justizpalast von Ankara.

## Wirtschaft und Bevölkerung
Die Wirtschaft der innerstädtischen Bereiche beruht auf Handel aller Art von bazarartigen Strukturen bis zu Kaufhäusern, modernen Einkaufszentren und Handelszentren und Kleingewerbe (Kfz-Werkstätten, Möbelherstellung, Getränkeabfüllbetriebe), in den ländlichen Gebieten wird Landwirtschaft betrieben. Es gibt Industriegebiete, die Entwicklung größerer Industriebetriebe kommt wegen der innerstädtischen Beengtheit nur langsam voran, sodass viele Bewohner aus Altındağ in den peripheren Bezirken von Ankara arbeiten.
Die Bevölkerung setzt sich aus Alteingesessenen, überwiegend aber aus Zuwanderern zusammen. 90 % des Gebiets des İlçe sind bebaut, der Anteil an gecekonduartigen Siedlungsverhältnissen betrug in der ersten Dekade des 21. Jahrhunderts noch 85 %. Die städtische Wohnbevölkerung setzt sich vorzugsweise aus Arbeitern und öffentlich Bediensteten zusammen. Entsprechend den wirtschaftlichen Verhältnissen der Einwohner ist die Daseinsfürsorge oftmals auf niedrigem Niveau. Die Verwaltung ist bemüht, Maßnahmen der Infrastruktur (Kanalisation, Verkehr, Versorgung mit Wasser, Elektrizität, Schulen, moderne Kommunikation), soweit fehlend, auch in den Gecekondu-Vierteln durchzuführen. Daneben gibt es in Altındağ auch gutbürgerliche Wohnviertel, etwa Aydınlıkevleri unterhalb des Altınparks.
Zur 14. Volkszählung (am 22. Oktober 2000) zählte der İlçe Altındağ 407.101 Einwohner, von denen 400.023 auf die Stadt (Şehir) und 7.078 auf sieben Dörfer (darunter die Gemeinde Altınova mit 2.732 Einw.) entfielen. Ende 1960 bestanden noch drei Şehir und 20 Köy (Dörfer).

## Sehenswürdigkeiten – Kultur
Altındağ beherbergt so gut wie alle historischen Bauwerke Ankaras, fast alle bedeutenderen Museen sowie die ältesten kulturellen Einrichtungen der Stadt. Mit dem Gençlik Parkı und dem Altınpark verfügt Altındağ auch über zwei größere Grünflächen. Im Bezirk befinden sich das Opernhaus von Ankara und zahlreiche weitere Bühnen. In Altındağ befindet sich auch das Atatürk-Kulturzentrum (Atatürk Kultur Merkezi).

### Bauwerke
Unter den Bauwerken sticht die Zitadelle (Ankara Kalesi) auf dem Burghügel hervor, ein heute noch ummauertes bewohntes Stadtviertel, das sein historisches Aussehen bewahrt hat und restauriert wird. Einst war auch die unterhalb der Zitadelle gelegene Stadt ummauert.
Ein weiteres sehenswertes Ensemble ist bei der auf einem Nebenhügel des Burgbergs gelegenen Hacı-Bayram-Moschee aus den Jahren 1427/28 zu sehen. Neben der Moschee befinden sich die Hacı Bayram Türbesi, das Mausoleum des Hacı Bayram-i Veli (1352–1439), eines Dichters, islamischen Mystikers und Führers einer Derwisch-Tarika, der Tempel der Roma und des Augustus (Ogüst Mabedi) mit dem von dem kaiserlichen Gesandten Ogier Ghislain de Busbecq 1555 aufgefundenen Monumentum Ancyranum inmitten eines Viertels mit heruntergekommenen, teils aber bereits restaurierten traditionellen Häusern.
Unterhalb der Hacıbayram-Moschee ist die Juliansäule zu sehen. Weitere Überreste des römischen Ancyra sind in einem als Freilichtmuseum eingerichteten Areal zu besichtigen (Roma Hamamları, Römische Bäder).

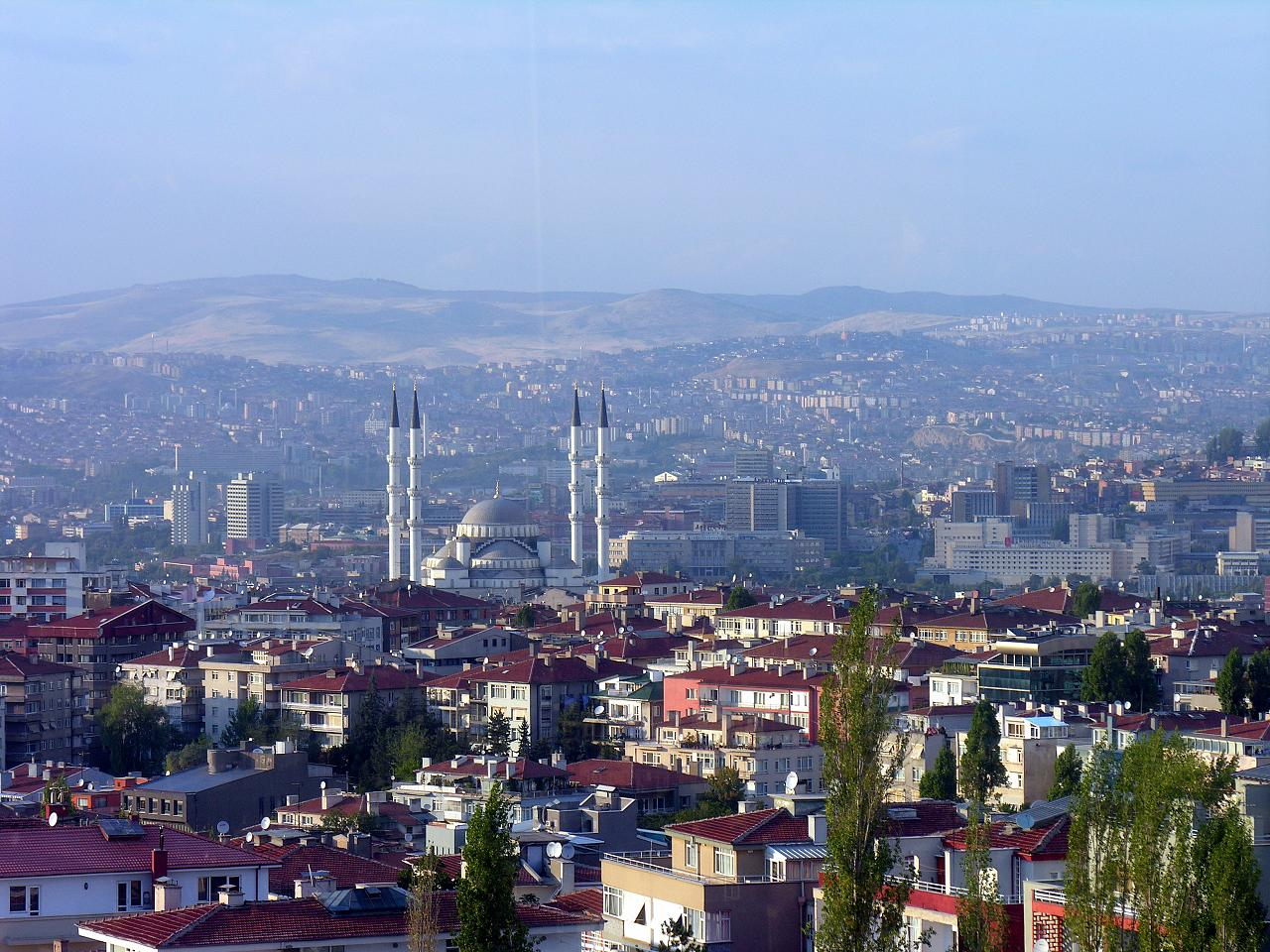
Blick auf Altındağ

In Altındağ sind etliche Moscheen und Mausoleen aus seldschukischer und osmanischer Zeit zu finden, Die Moscheen sind (mit Baujahr):
- Aslanhane Camii (13. Jahrhundert)
- Ahi Evran Camii (1291)
- Ağaçayak Camii (1705)
- Cenabi Ahmet Paşa Camii (1565/66)
- Kurşunlu Camii (16. Jahrhundert)
- Zincirli Camii (1685)

An Türben finden sich die Karacabey Türbesi, die Ahi Şerafettin Türbesi, die Karyağdı Türbesi und die Gülbaba Türbesi. An Profanbauten finden sich zwei Karawansereien, der Sulu Han neben der Ulus-Markthalle, der Teil eines geschäftigen Basars für die weniger begüterten Schichten ist, und der in Restauration befindliche Çengel Han. Weiter hat Altındağ einige historische türkische Bäder wie das Eynebey Hamamı oder das Şengül Hamamı aufzuweisen.
Außerhalb der Zitadelle ist der Großteil der Bebauung erst in der Zeit der Republik Türkei entstanden. Ein Großteil der historischen Altstadt von Ankara unterhalb der Zitadelle, deren Fläche zu Altındağ gehört, wurde 1916 in einer verheerenden Brandkatastrophe zerstört.
In Altındağ ist auch das Stadtviertel Ulus gelegen, das in der Frühzeit der Republik Türkei das Stadtzentrum Ankaras war. Zentrum dieses Viertels ist der Ulus Meydani mit einem überlebensgroßen Reiterstandbild Mustafa Kemal Atatürks, das zu den Wahrzeichen von Ankara gehört. Die ursprüngliche Anlage des von Straßen umgebenen Platzes mit dem beherrschenden Standbild im Zentrum, wie sie noch auf historischen Photographien zu sehen ist, ist heute wegen der herangerückten Bebauung mit in die Jahre gekommenen Hochhäusern kaum mehr zu erkennen.

### Museen
Von den Museen sind zu nennen:
- Das Museum für anatolische Zivilisationen (Anadolu Medeniyetleri Müzesi) befindet sich in zwei restaurierten und ausgebauten osmanischen Gebäuden aus dem 15. Jahrhundert (Mahmut Paşa Bedesteni und Kurşunlu Han) unterhalb der Zitadelle und beherbergt Funde aus ganz Anatolien bis hin zur hellenistischen Zeit.
- Das Ethnografische Museum (Ankara Etnoğrafya Müzesi), ein Volkskundemuseum, war das erste Museum in Ankara, nachdem es Hauptstadt geworden war. Es beherbergte 15 Jahre lang den Sarkophag des Republikgründers Mustafa Kemal Atatürk, bis dieser in das Anıtkabir überführt wurde.
- Das Staatliche Kunst- und Skulpturenmuseum Ankara auf einem Hügel neben dem Ethnografischen Museum ist auch ein Bau aus der Gründerzeit der Republik und stellt seit 1980 die Werke moderner türkischer Künstler (ab dem 20. Jahrhundert) aus.
- Das Museum des Befreiungskriegs (Kurtuluş Savaşı Müzesi) am zentralen Ulus-Platz (Ulus Meydanı) diente 1915 dem Komitee für Einheit und Fortschritt als Klubgebäude, vom 23. April 1920 bis 15. Oktober 1924 der ersten Großen Nationalversammlung der Türkei (Türkiye Büyük Millet Meclisi) als Tagungsort. In diesem Gebäude wurde die Republik ausgerufen. Seit 1961 ist das Gebäude Museum.
- Gleich daneben steht gegenüber dem historischen Hotel Ankara Palas das Museum der Republik. Das 1923 erbaute Gebäude diente bis zum 27. Mai 1960 als Parlamentsgebäude und ist seit 1981 Museum. Beide ehemaligen Parlamentsgebäude hinterlassen aufgrund ihrer geringen Größe einen geradezu intimen Eindruck.
- In der Ulucanlar Caddesi das als Museum eingerichtete ehemalige Ulucanlar Cezaevi.

Weitere Museen in Altındağ sind ferner ein Eisenbahnmuseum (Demiryolları Müzesi) am Hauptbahnhof von Ankara, ein historisches Sportmuseum (100.yıl Spor Tarihi Müzesi), die Sammlungen der Ziraat Bankası und weitere, wie das Haus von Mehmet Âkif Ersoy, dem Dichter der türkischen Nationalhymne.

## Persönlichkeiten
- Arda Güler (* 2005), Fußballspieler